# Charles-François Stallaert
Pour les articles homonymes, voir Stallaert.
Charles-François Stallaert, est un littérateur et philologue belge de langue flamande et française.
Il nait à Merchtem le 23 septembre 1820 et meurt à Everberg le 24 novembre 1893.
Il épouse en premières noces à Bruges en 1848, Mathilde Mast, fille d'un haut fonctionnaire, et décédée en 1857, et en secondes noces, en 1862, Élisabeth Galesloot, la sœur du chef de division aux archives de l'État.

## Ses origines
Il appartient à une riche famille de maîtres-boulangers, son père Henri et son grand-père Jean-François Stallaert exercent cette profession. Ce dernier est également un poète flamand non dépourvu de mérites.
Son grand-père maternel, le médecin Jean-Guillaume Janssens, emmené en otage en France par les sans-culottes écrit une chronique de la Guerre des Paysans qui inspire tant Auguste Orts que Henri Conscience.

## Sa formation
Après l'apprentissage privé du latin, ce passeport pour la haute culture, auprès du vicaire de son village, il entre à huit ans pour le pensionnat de Turnhout et continua ses études gréco-latines au petit séminaire de Malines.
Il commença ensuite ses études de philosophie et lettres à Louvain puis à Bruxelles, mais la mort prématurée de son père l'obligea à interrompre ses études et à trouver un travail.

## Sa carrière
C'est ainsi que, soutien de famille, il entra le 25 mars 1839 comme commis à Bruxelles, à la maison d'expéditions maritimes Lambert Straatman aux appointements de 600 francs, portés bientôt à 1 200 francs en raison de ses capacités, de son zèle et de son dévouement. Il y travaille pendant quatre ans, de 1839 à 1843, mais sa santé, altérée par un travail intensif, vacille et l'oblige à quitter cet emploi. Stallaert a rédigé lui-même une notice autobiographique, datée du 3 janvier 1858 et conservée dans les "Papiers von Dueringsfeld" (KBR, Manuscrits, ms II 6432).
Comme l'écrit Th Coopman, Lambert Straatman qui était lui-même un homme cultivé appréciait beaucoup son employé si capable, si consciencieux, si loyal et bien souvent il l'invitait chez lui le dimanche. Stallaert ne pouvait pas refuser, mais aurait pourtant préféré consacrer ce seul jour de repos pour aller chiner au vieux marché à la recherche de livres anciens qu'il pouvait acheter pour presque rien et qu'il dévorait l'après-midi et le soir avec fièvre.
Il entra ensuite au Ministère des Finances, d'abord sans indemnité, puis au salaire journalier de 1,35 franc. Il passa brillamment l'examen de commis, mais comme il était étiqueté flamand, il était, en effet, membre de sociétés culturelles flamandes, il signait des pétitions flamandes, il s'intéressait à la littérature flamande ancienne, et osait parfois parler publiquement flamand, on refusa de le nommer et il dut rester surnuméraire avec un salaire de misère.
Il quitta le ministère, d'où on l'avait vu partir sans regrets, ce qui n'avait pas été le cas à la maison Straatman, ni dans aucune des situations par où Stallaert passa.
Enfin, grâce à l'influence d'un brugeois qui affichait une certaine sympathie pour la langue flamande, le baron Prisse, ingénieur des chemins de fer de l'État, il put entrer en 1846 à la Société des chemins de fer à Bruges, où il pouvait parler sans gêne sa langue favorite.
Enfin, grâce à l'intervention de son ami le juge V.-H.Delecourt, un Wallon qui ne détestait pas les lettres flamandes, il put obtenir le poste d'archiviste-adjoint des Hospices de Bruxelles ; c'est là qu'il rencontra le jeune Philippe Van der Haeghen, chef de bureau à la même administration, avec lequel il rédigea son ouvrage sur l'histoire de l'éducation. En mars 1854 il fut nommé professeur de flamand à l'athénée de Bruxelles en remplacement du fameux abbé Ollinger.
Il devient membre de la Société de littérature néerlandaise de Leyde en 1859.
En 1862, il fut nommé professeur de flamand à l'École Militaire.

## Ses écrits
- Anciennes lois et coutumes flamandes, traduites pour la Commission royale pour la publication des anciennes lois et ordonnances de Belgique.
- avec Philippe Van der Haeghen, De l’instruction publique au moyen âge (VIIIe au XVIe siècle), Bruxelles : M. Hayez (Mémoires couronnés et mémoires des savants étrangers publiés par l’Académie royale des Sciences, des Lettres et des Beaux-Arts de Belgique, série in 4°, vol. 23, 6), 1850, 180 pp. ; « Deuxième édition », Bruxelles : Ch. Lelong, 1853, et Bruxelles - Leipzig : Kiessling, Schnee et Cie, 1854, 141 pp.
- Geschiedenis van Hertog Jan den Eerste van Brabant, 1859.
- Grammaire flamande.
- Glossarium van verouderde rechtstermen, kunstwoorden en andere uitdrukkingen uit Vlaamsche, Brabantsche en Limburgsche oorkonden, Leyde, 1886-1893.